# Edilio Petrocelli
Edilio Petrocelli (Acquaviva d'Isernia, 15 marzo 1940 – Isernia, 19 settembre 2013) è stato un politico italiano.

## Biografia
Laureato in Sociologia e in Disciplina delle Arti, diplomato in giornalismo all'Università di Urbino.
Esponente del Partito Comunista Italiano, nel 1970 diventa consigliere regionale del Molise, confermando il proprio anche nel 1975 e nel 1980.
Entra poi alla Camera dei Deputati alle elezioni politiche del 1983 con il PCI, unico comunista eletto in Molise, confermando poi il proprio seggio a Montecitorio anche alle successive elezioni politiche del 1987. Dopo la svolta della Bolognina aderisce al PDS. Con tale nuovo partito viene rieletto per un'ultima volta alla Camera nel 1992, dove rimane fino alla scadenza anticipata della legislatura, nel 1994.
Sposato con Marisa, ebbe due figli Isabella e Umberto. Morì nel settembre del 2013 all'età di 73 anni.